# オリンピック航空954便墜落事故
オリンピック航空954便墜落事故（オリンピックこうくう954びんついらくじこ）は、1969年12月8日に発生した航空事故である。ハニア国際空港からエリニコン国際空港へ向かっていたオリンピック航空954便（ダグラス DC-6B）が東アッティカ県ケラテア近郊のパネイオ山に墜落し、乗員乗客90人全員が死亡した。この事故は約36年後にヘリオス航空522便墜落事故が発生するまでギリシャ史上最悪の航空事故であった。また、DC-6による事故として、かつオリンピック航空による事故としては2024年現在も最悪の事故となっている。

## 事故機
事故機のダグラス DC-6B（SX-DAE）は製造番号45540として製造されて1958年に初飛行した機体で、エンジンはプラット・アンド・ホイットニー R-2800を搭載していた。

## 事故の経緯
954便はクレタ島のハニアとアテネを結ぶ国内定期旅客便であった。アテネへのアプローチ中、954便は降着装置を格納した状態で高度約2,000フィート地点のパネイオ山に衝突した。事故当時の天気は雨であり、また強風が吹いていた。この事故で乗員乗客90人全員が死亡した。

## 事故原因
事故原因は、954便がILSアプローチ中に適切な航路から外れて最低安全高度を下回るまで降下したことであるとされた。